# Essonne (folyó)
Az Essonne folyó Franciaország területén, a Szajna bal oldali mellékfolyója.

## Földrajzi adatok
A folyó Loiret megyében ered 130 méter magasan, és Corbeil-Essonnes-nél torkollik be a Szajnába. Vízgyűjtő területe 1 949 km², a hossza 97,1 km. Átlagos vízhozama 8,3 m³ másodpercenként.
Mellékfolyója a Juine.

## Megyék és városok a folyó mentén
- Loiret: Malesherbes
- Essonne: Ballancourt-sur-Essonne, Corbeil-Essonnes